# Erich Rothe
Erich Hans Rothe (Berlim, 21 de julho de 1895 – 19 de fevereiro de 1988) foi um matemático alemão, que trabalhou na área da análise.

## Vida
Filho de um advogado, após o Abitur em 1913 estudou matemática durante dois semestres em Munique. Combateu na Primeira Guerra Mundial como voluntário militar, tendo sido ferido em combate. Após a guerra continuou em 1919 os estudos em matemática na Universidade Técnica de Berlim e depois na Universidade de Berlim, obtendo em 1926 um doutorado, orientado por Erhard Schmidt e Richard von Mises (Über einige Analogien zwischen linearen partiellen und linearen gewöhnlichen Differentialgleichungen). Em 1928 casou com a matemática Hildegard Rothe-Ille. De 1928 a 1931 foi Privatdozent e assistente de Fritz Noether na Universidade Tecnológica de Breslau (onde obteve a habilitação em 1928). Finalmente foi de 1931 a 1935 Privatdozent na Universidade de Wrocław. Depois devido a suas raízes judaicas foi despedido de seu cargo, imigrando para os Estados Unidos com sua família em 1937. No William Penn College em Oskaloosa, Iowa, lecionou juntamente com sua mulher a partir de 1937. Após a morte de sua mulher foi em 1943 professor assistente na Universidade de Michigan em Ann Arbor (1949 associate professor, 1955 full professor). Após a aposentadoria em 1964 Rothe lecionou durante um ano (1967/68) na Western Michigan University em Kalamazoo. Em 1986 foi publicado seu livro sobre o grau de um mapeamento contínuo em um espaço de Banach.
Erich Rothe publicou mais de 50 artigos matemáticos.
Dentre seu salunos constam Jane Cronin Scanlon e George Minty.

## Obras
- Introduction to Various Aspects of Degree Theory in Banach Spaces, Mathematical Surveys and Monographs, Volume 23, AMS, 1986, 242 páginas (Buchbesprechung: )